# Haliclona spongiosissima
Haliclona spongiosissima är en svampdjursart som först beskrevs av Topsent 1908.  Haliclona spongiosissima ingår i släktet Haliclona och familjen Chalinidae. Inga underarter finns listade i Catalogue of Life.